# 神奈川縣議會
神奈川縣議會（日语：／ Kanagawaken Gikai）是日本神奈川縣的地方議會，依據《日本地方自治法》設立，為一院制，設有 105 名議員，任期四年。議會負責審議縣政預算、條例制定與政策監督，並具有監察縣知事與行政機關之權限。議會開會地點設於神奈川縣廳本廳舍（位於橫濱市中區日本大通1號），部分預算委員會會場則設於舊縣廳本館。
截至2023年選舉，自由民主黨為議會第一大黨，擁有48席，其次為立憲民主黨（26席）、公明黨（8席）、日本維新會（6席）等。議員由複數選區選出，採取中選區制（單記非讓渡投票制度）。

## 歷史沿革
- 1878年7月22日 — 根據明治政府公佈的《府縣會規範》（太政官佈告第18號），設立神奈川縣議會，首次選舉產生47名議員（來自橫濱區及15個郡），任期為4年。

- 第一次定期會議 於1879年3月25日在橫濱召開 。

- 1880–1920年代，議會經歷多次改革與定數、選區調適：1899年定數減至38人；1919年增至40人；1928年增至41人；1940年恢復至47人 。

- 1947年4月17日 — 隨著《地方自治法》實施，議會結構由舊府縣制改革為現代製度，議員定數調整為60人；此後逐步增長至1951年67人、1959年73人、1963年80人、1967年95人、1959年73人、1963年80人、1967年95人、1975年109人。

- 1998–1999年 — 議會定數從115名下調至107名，1999年4月開始實施。

- 截至2015年，議員人數定為105名，選區共49個 。[4]

### 舊縣廳與議會會場

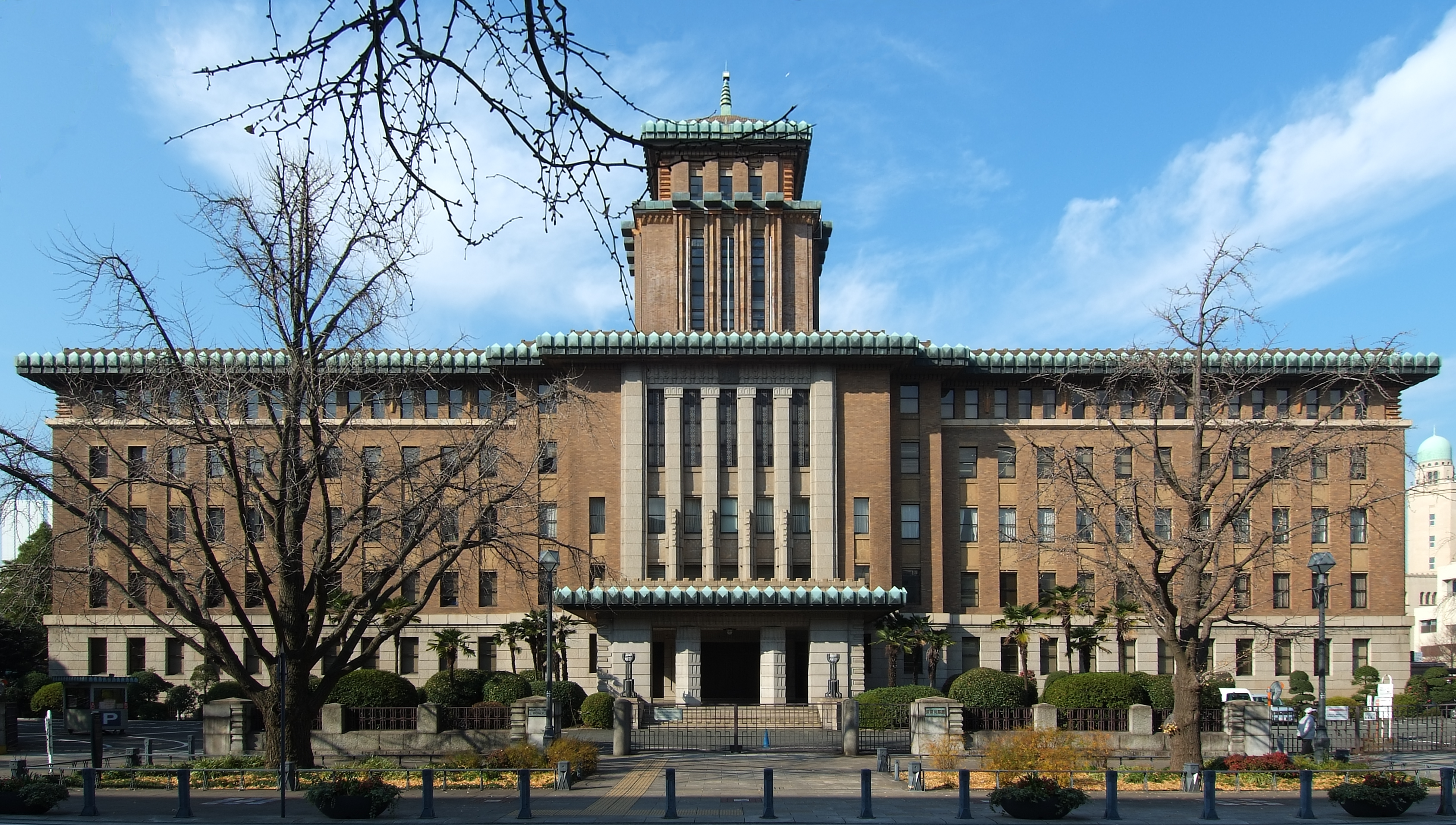
神奈川縣舊縣廳本館，現用作縣議會預算委員會會場

位於橫濱市中區日本大通的神奈川縣舊縣廳舍本館（舊本館），於1928年10月落成，由建築師山田七五郎設計，採用融合西洋 Art Deco 與東洋傳統屋頂的帝冠樣式建築風格。建築高約48.6公尺，被譽為「國王塔」（King’s Tower）之一，與鄰近的「皇后塔」「傑克塔」並列為橫濱地標。
1966年縣政府遷入新廳舍後，舊本館雖不再作為日常行政機構使用，但至今仍作為神奈川縣議會預算委員會與特別會議的指定會場使用。該建築於1996年被指定為橫濱市認定歷史建築，並於2019年升格為神奈川縣重要文化財產。

## 選區
截至目前，神奈川縣議會設有105席，議員由全縣47個選舉區選出，各選區代表人數如下（依照《定数與選挙区條例》）
| 選區名稱                   | 席次 | 選區名稱               | 席次 | 選區名稱                     | 席次 | 選區名稱                               | 席次 |
| 横濱市鶴見区               | 3    | 横濱市神奈川区         | 2    | 横濱市西区                   | 1    | 横濱市中区                             | 2    |
| 横濱市南区                 | 2    | 横濱市港南区           | 2    | 横濱市保土ケ谷区             | 2    | 横濱市旭区                             | 1    |
| 横濱市磯子区               | 1    | 横濱市金澤区           | 1    | 横濱市港北区                 | 4    | 横濱市緑区                             | 3    |
| 横濱市青葉区               | 2    | 横濱市都筑区           | 2    | 横濱市戸塚区                 | 2    | 横濱市榮區                             | 1    |
| 横濱市瀬谷区               | 1    | 横濱市磯子区           | 1    | 橫濱市金澤区                 | 1    | 橫濱市保土ケ谷区                       | 2    |
| 川崎市川崎区               | 2    | 川崎市幸区             | 1    | 川崎市中原区                 | 3    | 川崎市高津区                           | 2    |
| 川崎市多摩区               | 2    | 川崎市麻生区           | 1    | 相模原市緑区                 | 2    | 相模原市中央区                         | 1    |
| 相模原市南区               | 2    | 横須賀市               | 2    | 平塚市                       | 2    | 鎌倉市                                 | 1    |
| 藤澤市                     | 2    | 小田原市               | 2    | 茅ヶ崎市                     | 1    | 逗子市・葉山町選區                     | 1    |
| 三浦市                     | 1    | 逗子市·葉山町選區      | 1    | 大和市                       | 1    | 伊勢原市                               | 1    |
| 厚木市・愛川町・清川村選區 | 2    | 南足柄市・足柄下郡選區 | 1    | 綾瀬市                       | 1    | 寒川町                                 | 1    |
| 大磯町・二宮町選區         | 1    | 足柄上郡選區           | 1    | 箱根町・真鶴町・湯河原町選區 | 1    | 中井町·大井町·松田町·山北町·開成町選區 | 1    |
| 小田原市                   | 2    | 秦野市                 | 1    | 南足柄市                     | 1    | 足柄下郡選區                           | 1    |

- 選舉區通常按照市町村或其合併單位劃分，例如「逗子市·葉山町選區」、「箱根町·真鶴町·湯河原町選區」等[8]。
- 議席數因人口變動由縣政府定期根據《訂定條例》進行調整，自 **2025年選舉**起維持上述結構。

## 事件

### 2016年5月11–12日：反對限制共產黨質詢權運動
當時縣議會提案欲修訂議事規則，限制日本共產黨議員在全體會議中的質詢機會，引發大量民眾上街遊行抗議，多家律師團體聲援稱「剝奪民意選出議員發言權是民主倒退」。面對壓力，執行委員會最終未採納相關提案。

### 2023年4月9日：縣議會選舉舉行
同日配合縣知事選舉舉行，全縣普選導致新一屆議會席次調整，自由民主黨維持最大的黨派地位。此外，女性議員席次增至19人，超越全國平均水準（約 17%）。